# Ayrton Lucas
Ayrton Lucas Dantas de Medeiros (Carnaúba dos Dantas, Río Grande del Norte, Brasil, 19 de junio de 1997), conocido solo como Ayrton, es un futbolista brasileño. Juega de defensa y su equipo es el C. R. Flamengo del Campeonato Brasileño de Serie A.

## Trayectoria

### Fluminense
Ayrton entró a la cantera del Fluminense en octubre de 2014 proveniente del ABC Futebol Clube. Fue promovido al primer equipo en agosto de 2015. Fue enviado a préstamo al Madureira el 23 de febrero de 2016 para jugar el Campeonato Carioca. Regresó al Flu en abril de ese año.
El 4 de enero de 2017 fue enviado a préstamo al Londrina. Consiguió el título de la Primeira Liga con el club, derrotando al Atlético Mineiro en la final.
En total, Airton dejó el Fluminense tras 58 partidos jugados y ningún gol.

### Spartak de Moscú

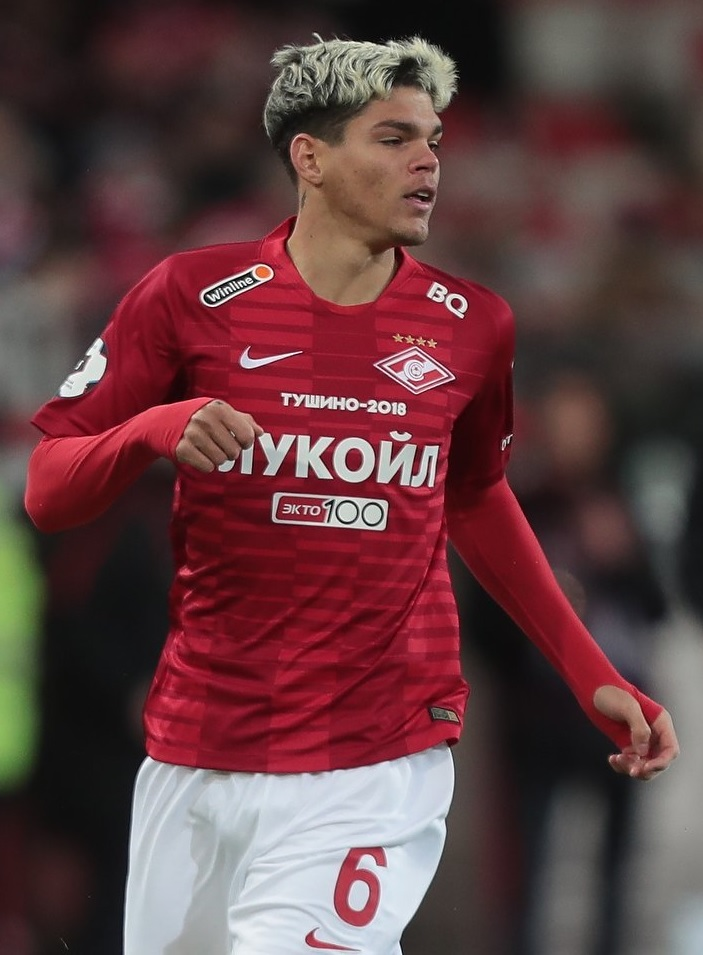
Ayrton Lucas con el FC Spartak Moscú en un partido contra el FC Krasnodar.

El 17 de diciembre de 2018 fichó por el Spartak de Moscú. El 3 de marzo de 2019, Ayrton jugó su primer partido de liga con el Spartak. Fue titular en el partido en casa contra el FK Krasnodar. Anotó su primer gol en su nuevo club el 26 de septiembre de 2020 al FC Tambov.
El 24 de noviembre de 2021, en el partido de la quinta jornada de la Europa League contra el Napoli (2:1), disputó su partido número 100 con el Spartak.
Con el Spartak de Moscú jugó 108 partidos, marcó cuatro goles y dio ocho asistencias.

### Regreso a Brasil
Después de más de tres años en el fútbol ruso, regresó el 31 de marzo de 2022 al fútbol de su país tras incorporarse como cedido al C. R. Flamengo hasta diciembre. Debutó con el club el 1 de mayo de 2022, en el partido de la tercera ronda de la Copa de Brasil contra Altos, con una victoria de Malvadão por 2-1 a domicilio. Marcó su primer gol con el Flamengo el 16 de junio de 2022, en el partido contra Cuiabá, con una victoria de Rubro-negro por 2-0.
Durante ese periodo de tiempo consiguió dos títulos (la Copa de Brasil y la Copa Libertadores) y marcó dos goles, así como dio seis asistencias, en los 41 partidos que disputó. El 16 de diciembre el club anunció su adquisición definitiva y la firma de un contrato de cinco años de duración.

## Selección nacional
En abril de 2016 fue citado por la selección de Brasil sub-20 para jugar la Copa Suwon JS.

## Estadísticas
Actualizado al último partido disputado el 29 de junio de 2025.
| Fluminense F. C. · Brasil | 1.ª           | 2015          | 4   | 0  | 0  | 0 | ―  | ― | 0  | 0 | 4   | 0  |
| Madureira E. C. · Brasil | Reg.          | 2016          | ―   | ―  | 0  | 0 | ―  | ― | 9  | 0 | 9   | 0  |
| Madureira E. C. · Brasil | Total club    | Total club    | 0   | 0  | 0  | 0 | 0  | 0 | 9  | 0 | 9   | 0  |
| Fluminense F. C. · Brasil | 1.ª           | 2016          | 2   | 0  | 0  | 0 | ―  | ― | 1  | 0 | 3   | 0  |
| Londrina E. C. · Brasil | 2.ª           | 2017          | 33  | 2  | 0  | 0 | ―  | ― | 20 | 1 | 53  | 3  |
| Londrina E. C. · Brasil | Total club    | Total club    | 33  | 2  | 0  | 0 | 0  | 0 | 20 | 1 | 53  | 3  |
| Fluminense F. C. · Brasil | 1.ª           | 2018          | 28  | 0  | 2  | 0 | 10 | 0 | 11 | 0 | 51  | 0  |
| Fluminense F. C. · Brasil | Total club    | Total club    | 34  | 0  | 2  | 0 | 10 | 0 | 12 | 0 | 58  | 0  |
| Spartak de Moscú · Rusia | 1.ª           | 2018-19       | 13  | 0  | 1  | 0 | ―  | ― | ―  | ― | 14  | 0  |
| Spartak de Moscú · Rusia | 1.ª           | 2019-20       | 27  | 0  | 4  | 0 | 4  | 0 | ―  | ― | 35  | 0  |
| Spartak de Moscú · Rusia | 1.ª           | 2020-21       | 27  | 2  | 2  | 1 | ―  | ― | ―  | ― | 29  | 3  |
| Spartak de Moscú · Rusia | 1.ª           | 2021-22       | 21  | 1  | 1  | 0 | 8  | 0 | ―  | ― | 30  | 1  |
| Spartak de Moscú · Rusia | Total club    | Total club    | 88  | 3  | 8  | 1 | 12 | 0 | 0  | 0 | 108 | 4  |
| C. R. Flamengo · Brasil | 1.ª           | 2022          | 31  | 2  | 4  | 0 | 6  | 0 | ―  | ― | 41  | 2  |
| C. R. Flamengo · Brasil | 1.ª           | 2023          | 34  | 4  | 9  | 0 | 11 | 0 | 10 | 3 | 64  | 7  |
| C. R. Flamengo · Brasil | 1.ª           | 2024          | 32  | 2  | 8  | 0 | 9  | 1 | 11 | 1 | 60  | 4  |
| C. R. Flamengo · Brasil | 1.ª           | 2025          | 5   | 1  | 2  | 0 | 7  | 0 | 5  | 0 | 19  | 1  |
| C. R. Flamengo · Brasil | Total club    | Total club    | 102 | 9  | 23 | 0 | 33 | 1 | 26 | 4 | 184 | 14 |
| Total carrera | Total carrera | Total carrera | 257 | 14 | 33 | 1 | 55 | 1 | 67 | 5 | 412 | 21 |
| (1) Incluye datos de la Copa de Brasil, la Supercopa de Brasil y la Copa de Rusia. (2) Incluye datos de la Copa Libertadores, la Copa Sudamericana, la Recopa Sudamericana, la Liga de Campeones de la UEFA, la Liga Europa de la UEFA y la Copa Mundial de Clubes de la FIFA. (3) Incluye datos del Campeonato Carioca, la Primeira Liga y el Campeonato Paranaense. |               |               |     |    |    |   |    |   |    |   |     |    |

## Palmarés

### Títulos estatales
| Título             | Club           | Estado         | Año  |
| ------------------ | -------------- | -------------- | ---- |
| Primeira Liga      | Londrina E. C. | Brasil         | 2017 |
| Campeonato Carioca | C. R. Flamengo | Río de Janeiro | 2024 |
| Campeonato Carioca | C. R. Flamengo | Río de Janeiro | 2025 |

### Títulos nacionales
| Título              | Club           | País   | Año  |
| ------------------- | -------------- | ------ | ---- |
| Copa de Brasil      | C. R. Flamengo | Brasil | 2022 |
| Copa de Brasil      | C. R. Flamengo | Brasil | 2024 |
| Supercopa de Brasil | C. R. Flamengo | Brasil | 2025 |

### Títulos internacionales
| Título            | Club           | Sede      | Año  |
| ----------------- | -------------- | --------- | ---- |
| Copa Libertadores | C. R. Flamengo | Guayaquil | 2022 |